# Bani Bu Ali
Bani Bu Ali (auch Jaalan Bani Bu Ali, arabisch جعلان بني بو علي) ist eine Kleinstadt mit ca. 30.000 Einwohnern im Sultanat Oman. Bani Bu Ali liegt an den Ausläufen der Rimal Al Wahiba Wüste und an der Fernstraße Route 35. Bani Bu Ali ist administrativ auch ein Wilaya des Gouvernements Dschanub asch-Scharqiyya. Die nächste größere Stadt ist Bani Bu Hasan.

## Persönlichkeiten
- Rabia al-Alawi (* 1995), Fußballspieler